# Alice Toniniová
Alice Toninová (informace o datu narození a úmrtí nejsou známé) byla italská šachistka.
Byla italskou státní občankou, ale žila trvale ve Francii, kde třikrát mimo soutěž vyhrála francouzské mistrovství žen v šachu (1932, 1933 a 1934). Na mistrovství světa žen roku 1933 ve Folkestone skončila na pátém místě.

## Výsledky na MS v šachu žen
| Rok  | Turnaj                           | Místo      | Výsledek | Pořadí |
| 1933 | 4. mistrovství světa v šachu žen | Folkestone | +5 -7 =2 | 5.     |